# Campeonato Mundial de Bádminton de 1989
El VI Campeonato Mundial de Bádminton se celebró en Yakarta (Indonesia) entre el 29 de mayo y el 4 de junio de 1989 bajo la organización de la Federación Internacional de Bádminton (IBF) y la Federación Indonesia de Bádminton.
Las competiciones se realizaron en el pabellón Istora Senayan de la capital indonesia. 

## Medallistas
| Evento               | Oro                                         | Plata                                         | Bronce                                                                         |
| -------------------- | ------------------------------------------- | --------------------------------------------- | ------------------------------------------------------------------------------ |
| Individual masculino | Yang Yang China                             | Ardy Wiranata Indonesia                       | Icuk Sugiarto Indonesia Eddy Kurniawan Indonesia                               |
| Dobles masculino     | Li Yongbo Tian Bingyi China                 | Chen Kang Chen Hongyong China                 | Razif Sidek Jalani Sidek Malasia Rudy Gunawan Eddy Hartono Indonesia           |
| Individual femenino  | Li Lingwei China                            | Huang Hua China                               | Tang Jiuhong China Sarwendah Kusumawardhani Indonesia                          |
| Dobles femenino      | Lin Ying Guan Weizhen China                 | Chung Myung-Hee Hwang Hye-Young Corea del Sur | Maria Bengtsson · Christine Magnusson · Suecia Sun Xiaoqing · Zhou Lei · China |
| Dobles mixto         | Park Joo-Bong Chung Myung-Hee Corea del Sur | Eddy Hartono Verawaty Fadjrin Indonesia       | Wu Chibing Yang Xinfang China Wang Pengren Shi Fangjing China                  |

## Medallero
| Núm. | País          | Oro | Plata | Bronce | Total |
| ---- | ------------- | --- | ----- | ------ | ----- |
| 1    | China         | 4   | 2     | 4      | 10    |
| 2    | Corea del Sur | 1   | 1     | 0      | 2     |
| 3    | Indonesia     | 0   | 2     | 4      | 7     |
| 4    | Malasia       | 0   | 0     | 1      | 1     |
| 4    | Suecia        | 0   | 0     | 1      | 1     |
|      | TOTAL         | 5   | 5     | 10     | 20    |